# Criza diplomatică din Qatar din 2017

Țările în roșu au rupt relațiile diplomatice cu Qatar (în verde) în contextul crizei diplomatice din iunie 2017.

În iunie 2017, șapte state din lumea arabă au rupt relațiile diplomatice cu Qatarul, una dintre cele mai bogate țări din lume, pe care o acuză că susține terorismul, inclusiv Al-Qaida, gruparea Stat Islamic și Frăția Musulmană. Țările care au rupt legăturile cu Qatarul sunt Arabia Saudită, Bahrein, Egipt și Emiratele Arabe Unite, la care se adaugă Libia, Maldive și Yemen.

## Context
Statul Qatar ar fi plătit aproape 1 miliard de dolari drept răscumpărare pentru eliberarea unor membri ai familiei regale răpiți în Irak, în timpul unei partide de vânătoare. Comandanții unor grupuri militante implicate și oficiali guvernamentali din regiune le-au declarat celor de la Financial Times că Statul Qatar a plătit această sumă de bani pentru a asigura eliberarea a 26 de membri ai unei expediții aflate la vânătoare în sudul Irakului și a aproape 50 de militanți capturați de jihadiști în Siria. Conform acestor mărturii, Doha a plătit această răscumpărare către un grup militant afiliat Al-Qaida ce operează în Siria și către oficiali de securitate iranieni. Această înțelegere, ce s-a consumat în luna aprilie a anului 2017, a tras semnale de alarmă în rândul statelor vecine Qatarului cu privire la rolul statului în finanțarea terorismului într-o zonă marcată de conflicte multiple și rivalități religioase. Oficialii de la Doha au negat că finanțează grupurile teroriste din zonă și au criticat blocada impusă de statele vecine ca „fiind fundamentată pe acuzații ce nu au nicio bază în realitate”.

## Desfășurare
Arabia Saudită, Bahrein, Egipt și Emiratele Arabe Unite au închis sau restricționat traficul aeronavelor provenind de pe cele trei aeroporturi civile din Qatar: Al Khor, Doha și Hamad. Cele patru țări le-au acordat cetățenilor din Qatar un termen de 14 zile să le părăsească teritoriul, în timp ce diplomații au doar 48 de ore la dispoziție.
Autoritățile saudite au închis birourile locale ale televiziunii qatareze Al Jazeera, la doar câteva ore după ce o alianță de țări arabe condusă de Riad a anunțat întreruperea temporară a relațiilor diplomatice cu Doha. Riad a acuzat televiziunea qatareză că transmite ideologia militantă a guvernului de la Doha. Cu o lună mai devreme, autoritățile egiptene au interzis 21 de site-uri, printre care se numără și principalul site al televiziunii qatareze Al Jazeera.

### Țări care au rupt relațiile diplomatice cu Qatar
Până pe 6 iunie 2017, șapte guverne recunoscute internațional au rupt relațiile diplomatice cu Qatar:
- Arabia Saudită
- Bahrein
- Egipt
- Emiratele Arabe Unite
- Maldive
- Mauritania
- Yemen

Guvernul libian al cărui sediu se află în Tobruk a anunțat că rupe relațiile diplomatice cu Qatar, deși nu are nicio reprezentanță diplomatică în această țară.

### Țări care au declasat relațiile diplomatice cu Qatar
Până pe 6 iunie, o singură țară a declasat relațiile diplomatice cu Qatar, fără a le îngheța însă:
- Iordania

## Efecte
Qatarul, a cărui singură frontieră terestră este cea cu Arabia Saudită, depinde de importurile de alimente, provenite în special din zona Golfului Persic. Și exporturile de mașini-unelte, echipamente electronice și animale se fac mai ales pe cale terestră. Turismul ar putea fi de asemenea afectat de izolarea Qatarului de către țările vecine.

## Reacții
- Diplomația de la Teheran a cerut rezolvarea crizei din Golf prin „dialog” între Qatar și celelalte state. În același timp, însă, șeful adjunct de cabinet al președintelui Rouhani a sugerat că aceasta situație e rezultatul vizitei lui Donald Trump în Arabia Saudită.[9]
- Secretarul de stat american Rex Tillerson a făcut apel la țările din Golf să încerce să-și reglementeze divergențele și să rămână unite.[10] „Desigur, încurajăm părțile să se așeze și să discute despre aceste divergențe”, a declarat presei șeful diplomației americane, aflat în vizită la Sydney, Australia.[11] „Dacă avem un rol de jucat pentru a le ajuta să-și înfrunte aceste divergențe, considerăm că este important pentru Consiliul de cooperare al Golfului să rămână unit”, a spus Tillerson. El a adăugat că nu se așteaptă ca această decizie să aibă „vreun impact semnificativ asupra luptei împotriva terorismului în regiune sau pe plan global”.